# Shannon (Irlanda)
Shannon (in irlandese Sionainn) è una città dell'Irlanda nella contea di Clare.
Ha status di città e autonomia amministrativa dal 1º gennaio 1982; prima di quella data era una frazione della città di Limerick che prendeva il nome dal fiume Shannon, il più lungo dell'isola.
Vi si trova l'aeroporto internazionale che da tale località prende il nome.